# Bollezeele
Bollezeele – miejscowość i gmina we Francji, w regionie Hauts-de-France, w departamencie Nord.
Według danych na rok 1990 gminę zamieszkiwało 1476 osób, a gęstość zaludnienia wynosiła 84 osób/km² (wśród 1549 gmin regionu Nord-Pas-de-Calais Bollezeele plasuje się na 444. miejscu pod względem liczby ludności, natomiast pod względem powierzchni na miejscu 87.), natomiast w 2006 r. zamieszkiwało ją mniej, bo 1382 osoby, a gęstość zaludnienia wynosiła 79 osób/km² .